# Basket Club Bolzano 2008-2009
La stagione 2008-2009 del Basket Club Bolzano ha visto la squadra classificarsi 7ª nel Girone Nord della Serie A2, venendo eliminata quarti di finale dei play-off.

## Rosa
- Sabine Loewe, centro (1982, 190 cm.)
- Sophie Fall, guardia (1989, 176 cm.)
- Laura Lazzari, ala (1980, 180 cm.)
- Jasmin Broggio, guardia (1990, 176 cm.)
- Erica Caracciolo, guardia/ala, 1986, 180 cm.
- Silvia Ognibene, playmaker/guardia (1991, 173 cm.)
- Francesca Bergante, playmaker (1982, 170 cm.)
- Madalena Ribeiro da Silva, ala (1990, 172 cm.)
- Benedetta Consorti, ala (1986, 180 cm.)
- Nicol Mora, playmaker (170 cm.)
- Allenatore: Francesco Lazzaro